# تورج الوند
تورج الوند (زادهٔ ۱ مرداد ۱۳۷۳) بازیگر اهل ایران است. از نقش‌آفرینی‌های او از جمله فیلم نگهبان شب (۱۴۰۰) است، که برای آن، نامزد دریافت سیمرغ بلورین بهترین بازیگر مرد از جشنوارهٔ فیلم فجر شده است. الوند برای بازی در نگهبان شب از میان ۱۳ هزار نفر برای این نقش انتخاب شد و  بسیاری او را پدیده جشنواره چهلم فجر نامیدند.

## فیلم‌شناسی

### سینما[۱۰]
| سال تولید | عنوان فیلم | کارگردان        | منبع   |
| --------- | ---------- | --------------- | ------ |
| ۱۴۰۳      | اشک هور    | مهدی جعفری      | [ ۱۱ ] |
| ۱۴۰۲      | آسمان غرب  | محمد عسگری      | [ ۱۲ ] |
| ۱۴۰۲      | آپاراتچی   | قربانعلی طاهرفر | [ ۱۳ ] |
| ۱۴۰۱      | اتاقک گلی  | محمد عسگری      | [ ۱۴ ] |
| ۱۴۰۰      | نگهبان شب  | رضا میرکریمی    | [ ۱۵ ] |
| ۱۳۹۸      | دشت خاموش  | احمد بهرامی     | [ ۱۶ ] |

## جوایز و افتخارات
- کاندید سیمرغ بهترین بازیگر نقش اول مرد از چهلمین جشنواره فیلم فجر برای فیلم نگهبان شب[۱۷]
- کاندید سیمرغ بهترین بازیگر نقش اول مرد از چهل و یکمین جشنواره فیلم فجر برای فیلم اتاقک گلی[۱۸]
- تقدیر از سوی جشنواره مقاومت برای فیلم اتاقک گلی